# Igler
Igler (Hirudinea) er en underklasse af ledorme i dyreriget. Der findes tre grupper af igler: ferskvands-, brakvands- og havigler. Igler er ligesom regnorme hermafroditter. Den mest kendte igleart er nok lægeiglen (blodiglen), Hirudo medicinalis, som er naturligt forekommende i Europa, og har været brugt til åreladning i århundreder.
Alle iglearter er kødædere. Nogle af dem er rovdyr, som jager et udvalg af invertebrate dyr såsom orme, snegle og insektlarver, mens et fåtal er parasitter, og lever af at suge blod fra hvirveldyr som f.eks. frøer, krybdyr, fisk og pattedyr. Hvis de får muligheden kan de også leve af menneskeblod. Iglens største fjender er fisk, vandlevende insekter, skaldyr (krabber, hummer) og andre igler med speciale i iglejagt.
Igler ånder gennem huden.